# Fritz Timme
Fritz Timme (* 20. Juni 1903 in Celle; † 26. Mai 1976 in Braunschweig) war ein deutscher Gymnasial- und Hochschullehrer.

## Leben
Timme wurde 1931 an der Christian-Albrechts-Universität zu Kiel unter Fritz Rörig zum Dr. phil. promoviert. Zum 1. Mai 1937 trat er der NSDAP bei. 1938 ging er an die Braunschweiger Bernhard-Rust-Hochschule für Lehrerbildung. Von 1942 bis 1945 lehrte er Geschichte des Mittelalters und Stadtgeschichte an der Technischen Hochschule Braunschweig. Im Wintersemester 1940/41 ist seine Vorlesungsreihe Besiedlung Osteuropas und Ostfragen aus einer Fortbildung des Reichssicherheitshauptamts nur für seine Mitarbeiter „durch besondere Professoren“ belegt, die eine SS-Mitgliedschaft zwingend voraussetzte. Timme war Mitglied der Landsmannschaft im CC Rhenania Jena. Als Oberstudienrat a. D. lebte er in Braunschweig.

## Schriften
- Forschungen zur braunschweigischen Geschichte und Sprachkunde. Quellen und Forschungen zur braunschweigischen Geschichte, Bd. 15. Appelhans, Braunschweig 1954, OCLC 28163496.[4]
- Die Entstehung von Frankfurt an der Oder: zum 700jährigen Gedenken der Stadtgründung vom 12. Juli 1253. Frankfurter Abhandlungen zur Geschichte. 16. Landesbibliothek, Coburg 1954, OCLC 634443338.
- Ursprung und Aufstieg der Städte Niedersachsens. Schriftenreihe der Landeszentrale für Heimatdienst in Niedersachsen. Reihe B, Heft 2. Landeszentrale für Heimatdienst in Niedersachsen, Hannover 1955, OCLC 53005388.
- Brunswiks ältere Anfänge zur Stadtbildung. Pfankuch, Braunschweig 1963, OCLC 174711201.[5]
- Grundzüge eines älteren Verkehrsnetzes in dem Gebiete zwischen Aller, Weser und Elbe. Stader Geschichts- und Heimatverein, Stade 1964, OCLC 258700822.
- Die Landsmannschaft der Oberrheiner in Jena im 18. Jahrhundert. Einst und Jetzt, Jahrbuch des Vereins für corpsstudentische Geschichtsforschung, Bd. 17 (1972), S. 66–94.
- Memorabilien aus dem Jahre 1800 über eine Wanderung durch Thüringen (Aus dem Stammbuch Helm, 1797–1800). Einst und Jetzt, Bd. 18 (1973), S. 190–196.